# محمود أغلي
محمود أغلي هي قرية في مقاطعة ماكو، إيران. يقدر عدد سكانها بـ 100 نسمة بحسب إحصاء 2016.